# Nguyễn Thúy Hiền
Nguyễn Thúy Hiền, née le 3 novembre 1979, est une ancienne athlète vietnamienne de wushu taolu.
Elle est l'athlète de wushu la plus renommée de tous les temps, ayant été sept fois championne du monde. En raison de ses nombreuses réalisations, elle est élue meilleure athlète féminine vietnamienne du XXe siècle,,.

## Jeunesse
Thúy Hiền grandit dans le district de Gia Lâm à Hanoï. Son père est joueur au club de football Song Lam Nghe An FC et sa sœur Nguyễn Thuý Vinh est joueuse nationale de badminton.
À l'âge de onze ans, elle et sa sœur commencent à pratiquer le shaolinquan en secret vis à vis de leur mère mais avec le soutien de leur père. En raison de son succès dans diverses compétitions, elle est sélectionnée par Hoàng Vĩnh Giang du Département d'éducation physique de Hanoï pour entrer dans la première classe de wushu à Hanoï après seulement un an d'entraînement. Elle commence à s'entraîner avec Nguyễn Tùng Lâm, Nguyễn Xuân Thi et les entraîneurs chinois Trần Húc Hồng et Phan Hán Quang. Après de nouveaux succès, elle est sélectionnée dans l'équipe nationale en 1993 à l'âge de quatorze ans.

## Carrière

### 1993-1997
Après avoir rejoint l'équipe vietnamienne de Wushu, Thúy Hiền fait ses débuts internationaux aux championnats du monde de wushu de 1993 (en) à Kuala Lumpur, en Malaisie, où elle devient la première championne du monde de wushu pour le Viêt Nam en remportant l'épreuve de daoshu,. Elle remporte également une médaille d'argent en changquan lors de la compétition. Son titre mondial à seulement quatorze ans déclenche la popularité du wushu à travers le Vietnam, et Thúy Hiền commence à devenir un nom connu. Un an plus tard, elle participe à l'épreuve féminine de changquan aux Jeux asiatiques de 1994 et termine cinquième au classement général. Un an plus tard, elle participe aux championnats du monde de wushu de 1995 (en) à Baltimore, aux États-Unis, et décroche trois médailles, en remportant une médaille d'argent en daoshu et deux médailles de bronze en changquan et qiangshu.
Début 1996, elle part s'entraîner avec l'équipe de wushu du Guangdong pendant dix mois, puis participe aux 4e championnats d'Asie de wushu à Manille, aux Philippines, et remporte une médaille d'argent en changquan et une médaille de bronze en daoshu. Après son séjour en Chine, elle participe à l'épreuve de wushu aux jeux d'Asie du Sud-Est de 1997 à Jakarta, en Indonésie, et remporte des médailles d'or en changquan et en daoshu. Vingt jours plus tard, elle participe aux championnats du monde de wushu de 1997 (en) à Rome, en Italie, et est de nouveau triple médaillée en remportant deux médailles d'argent en changquan et en daoshu et en devenant championne du monde de qiangshu.

### 1998-2003
Aux jeux asiatiques de 1998 à Bangkok, en Thaïlande, Thúy Hiền participe de nouveau au changquan féminin et remporte la médaille d'argent,. Elle est de nouveau triple médaillée aux championnats du monde de wushu de 1999 (en) à Hong Kong, cette fois en devenant championne du monde de changquan et en remportant des médailles d'argent dans ses épreuves d'armes. L'année suivante, elle revient aux championnats d'Asie de wushu à Saigon pour remporter une médaille d'or en daoshu et deux médailles d'argent en changquan et en qiangshu, mais perd le titre du concours multiple de 0,01 point.
Aux jeux d'Asie du Sud-Est de 2001 à Kuala Lumpur, en Malaisie, elle devient triple médaillée d'or. Peu de temps après, lors des championnats du monde de wushu de 2001 (en) à Erevan, en Arménie, elle gagne trois médailles d'or,. Elle a l'intention de prendre sa retraite après cette compétition pour cause de maladie, mais, peut-être en raison de ses nombreux succès, elle reste membre de l'équipe de wushu.
Un an plus tard, elle participe aux jeux asiatiques de 2002 à Pusan, en Corée du Sud, mais se classe seulement quatrième au changquan féminin. L'année suivante, Thúy Hiền participe aux championnats du monde de wushu 2003 (en) à Macao où elle devient championne du monde de daoshu. Aux jeux d'Asie du Sud-Est de 2003, quelques semaines plus tard, elle est la porteuse du flambeau lors de la cérémonie d'ouverture. Lors de la compétition de wushu, elle est de nouveau triple médaillée d'or en changquan, daoshu et qiangshu. Après s'être blessée lors de la compétition, Thúy Hiền déclare officiellement sa retraite en 2005, devenant entraîneur et juge de wushu avec un poste permanent au Département de l'éducation physique et des sports de Hanoï.

## Post-retraite et vie personnelle
Nguyen épouse le chanteur vietnamien Tú Dưa en 2002, qu'elle rencontre lors d'un concert en 1998. Dans les années 2000, ils ouvrent ensemble un magasin de vêtements en complément du coaching de Thúy Hiền. Le couple divorce en 2006 et Thuy Hien obtient la garde de leurs deux filles,. Elle épouse son deuxième mari, Tiến Dũng, le 30 mars 2019 après plus d'un an de relation,.
En raison de son entraînement constant et de ses blessures dans sa jeunesse, elle souffre de douleurs à l'estomac et à la colonne vertébrale,. Elle déclare que ses relations et ses luttes contre la douleur l'ont parfois laissée seule et déprimée.

## Récompenses
Par le gouvernement du Viêt Nam :
- Ordre du labeur (en), 3e classe (1993)[26]
- Ordre du labeur (en), 2e classe (1997)[2]
- Ordre du labeur (en), 1re classe (2001)[25]
- "Athlète exceptionnel" (1993, 1996, 1997, 1998, 1999, 2001)[1],[31],[4],[25]